# Planodema alboreticulata
Planodema alboreticulata là một loài bọ cánh cứng trong họ Cerambycidae.